# برت شفتر
برت شفتر (انگلیسی: Bert Shefter؛ ۱۵ مه ۱۹۰۴ – ۲۹ ژوئن ۱۹۹۹) یک آهنگساز فیلم و رهبر ارکستر اوکراینی‌الاصل اهل ایالات متحده آمریکا بود. وی مابین سال‌های ۱۹۳۸ تا ۱۹۷۱ میلادی فعالیت داشت.
او پس از مهاجرت به آمریکا، ابتدا در «انستیتو موسیقی کارنگی»، «انستیتو موسیقی کرتیس» (فیلادلفیا) و «انستیتو موسیقی دَمراش» (نیویورک) به تحصیل در زمینهٔ موسیقی پرداخت. سپس کارش را با دونوازی با مورتون گلد آغاز کرد. او از سال ۱۹۴۶ تا ۱۹۴۷ میلادی نیز، رهبر ارکستر میهمان در «تالار کارنگی» بود.
برت شفتر با آهنگساز آمریکایی پال ساتل همکاری نزدیک داشت و ایندو با یکدیگر، برای فیلم‌های بسیاری آهنگ ساختند.

## گزیدهٔ آثار
- امیلیانو ساپاتا (۱۹۷۰)
- حباب (۱۹۶۶)
- روانی موتور (۱۹۶۵)
- بیگ شو (۱۹۶۱)
- کمین در گذرگاه سیمارون (۱۹۵۸)
- ماچته (۱۹۵۸)